# Kamilla Rytter Juhl
Kamilla Rytter Juhl (née le 23 novembre 1983 à Skagen) est une joueuse de badminton professionnelle danoise spécialiste du double dames et double mixte. Elle est triple championne d'Europe de double dames : en 2008 avec Lena Frier Kristiansen et en 2012 et 2014 avec Christinna Pedersen. Elle a également remporté deux titres européens en double mixte : en 2006 et 2010 avec Thomas Laybourn.

## Palmarès

### Compétitions internationales individuelles
| Rang                    | Catégorie    | Partenaire             | Année | Lieu                    |
| ----------------------- | ------------ | ---------------------- | ----- | ----------------------- |
| Championnats du monde : |              |                        |       |                         |
| 2                       | Double dames | Christinna Pedersen    | 2015  | Jakarta, Indonésie      |
| 3                       | Double dames | Christinna Pedersen    | 2013  | Canton, Chine           |
| 1                       | Double mixte | Thomas Laybourn        | 2009  | Hyderabad, Inde         |
| Championnats d'Europe : |              |                        |       |                         |
| 1                       | Double dames | Christinna Pedersen    | 2014  | Kazan, Russie           |
| 2                       | Double mixte | Mads Pieler Kolding    | 2014  | Kazan, Russie           |
| 1                       | Double dames | Christinna Pedersen    | 2012  | Karlskrona, Suède       |
| 3                       | Double mixte | Thomas Laybourn        | 2012  | Karlskrona, Suède       |
| 1                       | Double mixte | Thomas Laybourn        | 2010  | Manchester, Royaume-Uni |
| 1                       | Double dames | Lena Frier Kristiansen | 2008  | Herning, Danemark       |
| 1                       | Double mixte | Thomas Laybourn        | 2006  | Bois-le-Duc, Pays-Bas   |
| 3                       | Double dames | Lena Frier Kristiansen | 2006  | Bois-le-Duc, Pays-Bas   |

### Compétitions internationales par équipe nationale
| Rang         | Éliminé par  | Année | Lieu                   |
| ------------ | ------------ | ----- | ---------------------- |
| Uber Cup     |              |       |                        |
| 3            | Corée du Sud | 2004  | Jakarta, Indonésie     |
| Sudirman Cup |              |       |                        |
| 3            | Chine        | 2013  | Kuala Lumpur, Malaisie |
| 2            | Chine        | 2011  | Qingdao, Chine         |
| 3            | Indonésie    | 2005  | Pékin, Chine           |

### Titres en tournois internationaux
| Tournoi                 | Catégorie    | Années | Partenaire          |
| ----------------------- | ------------ | ------ | ------------------- |
| Tournois Super Series : |              |        |                     |
| Masters Finals          | Double dames | 2013   | Christinna Pedersen |
| Open de Malaisie        | Double dames | 2012   | Christinna Pedersen |
| Open de Singapour       | Double mixte | 2010   | Thomas Laybourn     |
| Masters Finals          | Double mixte | 2008   | Thomas Laybourn     |